# ريبيكا جارفيس
ريبيكا جارفيس (بالإنجليزية: Rebecca Jarvis) هي صحفية ومراسلة أمريكية، ولدت في 14 ديسمبر 1981 في منيابولس في الولايات المتحدة.

## وصلات خارجية
- ريبيكا جارفيس على موقع IMDb (الإنجليزية)
- ريبيكا جارفيس على موقع قاعدة بيانات الفيلم (الإنجليزية)